# Terrazzo (araldica)
Terrazzo o terreno è un termine utilizzato in araldica per indicare una striscia di terra al naturale nella punta dello scudo, che può essere ristretta.
La maggior parte degli araldisti preferisce il termine terrazzo, dal quale deriva direttamente il termine terrazzato. L'elemento caratterizzante del terrazzo rispetto alla pianura è l'andamento scabroso e irregolare della sua superficie superiore, simile a quello del terreno naturale. La scabrosità è solitamente costituita dallo strato erboso. Alcuni ritengono che il terrazzo abbia un'altezza pari al terzo inferiore dello scudo e, quindi, sia l'equivalente scabroso della campagna e non della pianura.

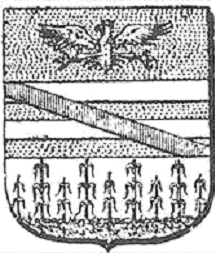
Terreno al naturale
Olmo nodrito su un terrazzo (stemma di Biella)
Castello su un terrazzo (Luino)
Mastio fondato su un terrazzo (Sulbiate)